# Ghiacciaio Marin
Il ghiacciaio Marin è un ghiacciaio lungo circa 5 km situato nella regione centro-occidentale della Dipendenza di Ross, in Antartide. Il ghiacciaio, il cui punto più alto si trova 200 m s.l.m., è ubicato direttamente sulla costa di Scott, dove fluisce verso sud, poco a nord del termine del ghiacciaio Mawson, fino a entrare nella cala Charcot tra punta Bruce, a ovest, e capo Hickey, a est, formando anche una lunga lingua glaciale.

## Storia
Il ghiacciaio Marin è stato mappato dai membri dello United States Geological Survey grazie a fotografie scattate durante ricognizioni aeree e terrestri effettuate dalla marina militare statunitense e così battezzato nel 1964 dal Comitato consultivo dei nomi antartici in onore di Bonifacio Marin, un motorista di stanza alla stazione McMurdo nel 1962.